# Body and Soul (film, 1920)
Pour les articles homonymes, voir Body and Soul.
Pour plus de détails, voir Fiche technique et Distribution.
Body and Soul est un film américain réalisé par Charles Swickard, sorti en 1920.

## Synopsis
Claire Martin, un américaine qui étudie les beaux-arts à Paris, reçoit un coup sur la tête qui la transforme en femme aux mœurs dissolues. Elle rencontre Scott Houghton, un artiste peu scrupuleux, qui peint un portrait d'elle très suggestif. Lorsque Houghton tente de la séduire, elle résiste et dans la lutte reçoit un nouveau choc à la tête qui lui rend sa vraie personnalité. Claire retourne en Amérique sans aucun souvenir de sa vie passée, mais quand elle rencontre Houghton lors d'une soirée, il promet de lui rappeler ce passé. Il attire Claire dans sa chambre d'hôtel, mais il y est tué par son neveu avec une telle violence que Claire, traumatisée, croit que c'est elle la coupable. Mais le neveu avoue, Claire est libérée de ce crime et de son passé sordide et est libre de se marier avec son fiancé Howard Kent.

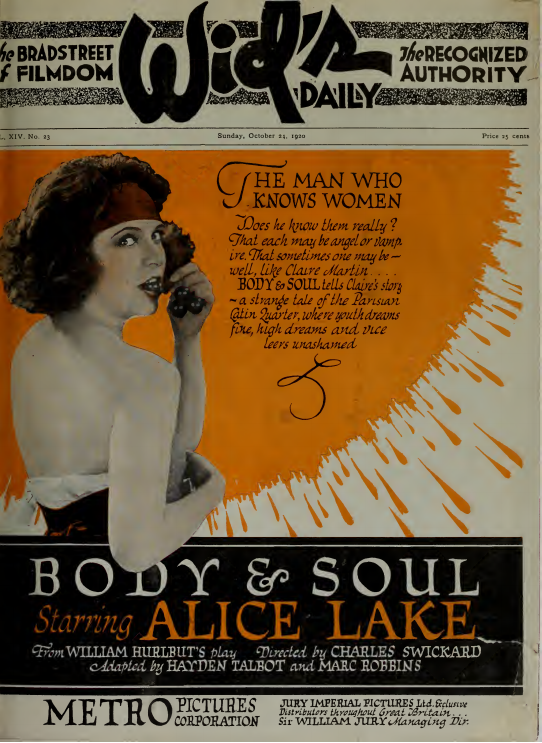
Publicité parue dans Film Daily

## Fiche technique
- Titre original : Body and Soul
- Réalisation : Charles Swickard
- Scénario : Hayden Talbot, Marc Robbins
- Photographie : Arthur Reeves
- Société de production : Metro Pictures Corporation
- Société de distribution : Metro Pictures Corporation
- Pays d'origine :  États-Unis
- Langue originale : anglais
- Format : noir et blanc — 35 mm — 1,37:1 — Film muet
- Genre : drame
- Durée : 6 bobines
- Dates de sortie :  États-Unis : 25 octobre 1920

## Distribution
- Alice Lake : Claire Martin
- W. E. Lawrence : Howard Kent
- Stuart Holmes : Scott Houghton
- Carl Gerard : Charles Houghton
- Fontaine La Rue : Blanche
- Hugh Saxon : Thompson